# Indiase opstand van 1857

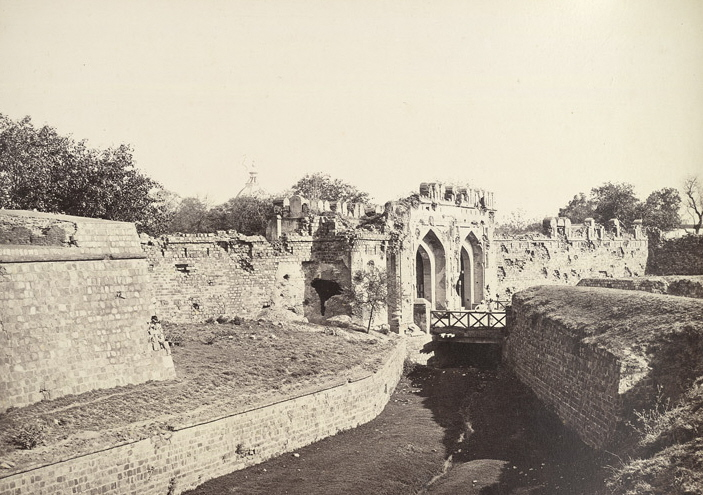
Kashmir Gate, een stadspoort van Delhi, beschadigd tijdens de opstand van 1857
(1860's), Samuel Bourne

De Indiase opstand van 1857 was een opstand tegen de koloniale machthebbers in Brits-Indië. In India wordt de opstand ook wel de Eerste Indiase Onafhankelijkheidsoorlog genoemd. Het was de grootste opstand van de 19e eeuw tegen een koloniale machthebber, waar dan ook ter wereld. De opstand begon met een muiterij van sepoys, Indiase soldaten in dienst van de Britten, in Bengalen. Vanuit dat gebied spreidde de opstand zich uit over Hindoestan.
Het werd een serieuze bedreiging voor de Britten toen de nawab van Avadh en de Mogolkeizer in Delhi de zijde van de muiters kozen. Uiteindelijk werd de opstand neergeslagen. De belangrijkste redenen voor het mislukken waren de gebrekkige onderlinge communicatie, het afwezig zijn van centraal gezag en misdragingen van de muiters tegen de lokale bevolking.

## Verloop
De sepoys waren Indiase hulptroepen die door de Franse gouverneur in de 18e eeuw, maar vooral door het Britse koloniaal bestuur werden ingezet. Ze omvatten zowel hindoes als moslims. In 1857 bedroeg hun aantal 190.000 man, die betaald werden door de Britse Oost-Indische Compagnie. In het vermelde jaar brak de opstand uit tegen de Britten.
Er was een algemene ontevredenheid over de manier waarop de Britten de Indiase vorsten behandelden en over de uitbuiting van de verarmde boeren. De eigenlijke opstand brak uit naar aanleiding van de ontdekking dat geweerkogels met varkens- of rundervet werden ingesmeerd waardoor zowel hindoes als de moslims in hun religieuze gevoelens werden gekwetst. De opstand werd geïnitieerd door Mangal Pandey en de belangrijkste aanvoerder was Nana Sahib. Ook de rani van Jhasi speelde een belangrijke rol in de oorlog.
De opstand mislukte echter toen de meeste vorsten het Britse bestuur trouw bleven en andere inheemse groepen zoals de Sikhs en de Gurkha's zich niet aansloten. De opstand duurde tot het begin van 1858 en werd uiteindelijk met barbaarse strafmaatregelen door de Britten onderdrukt. Hij leidde wel tot de ondergang van de Compagnie en tot het onder de Britse kroon plaatsen van Brits-Indië. De sepoyregimenten werden daarop gereorganiseerd.

## Galerij

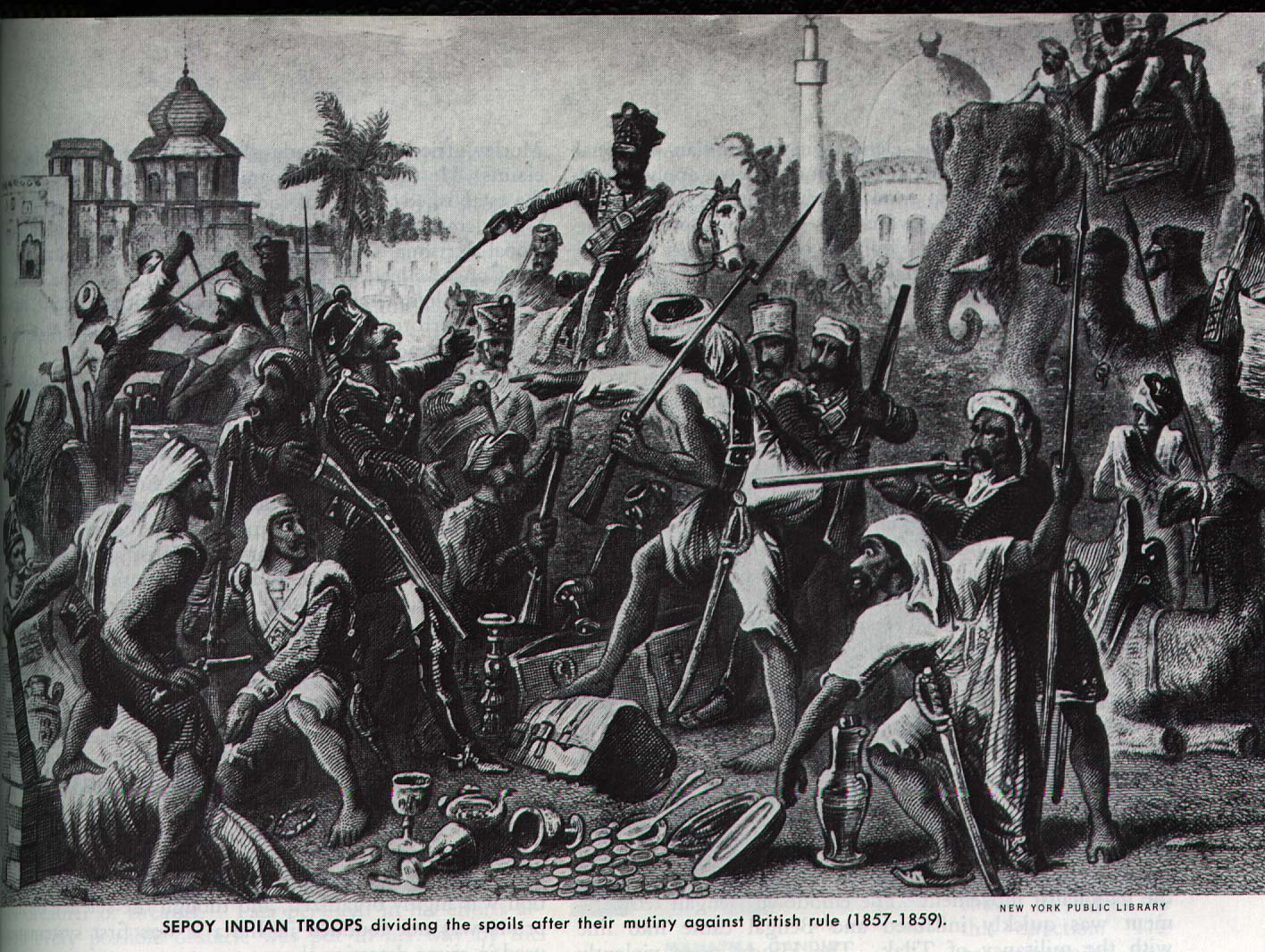
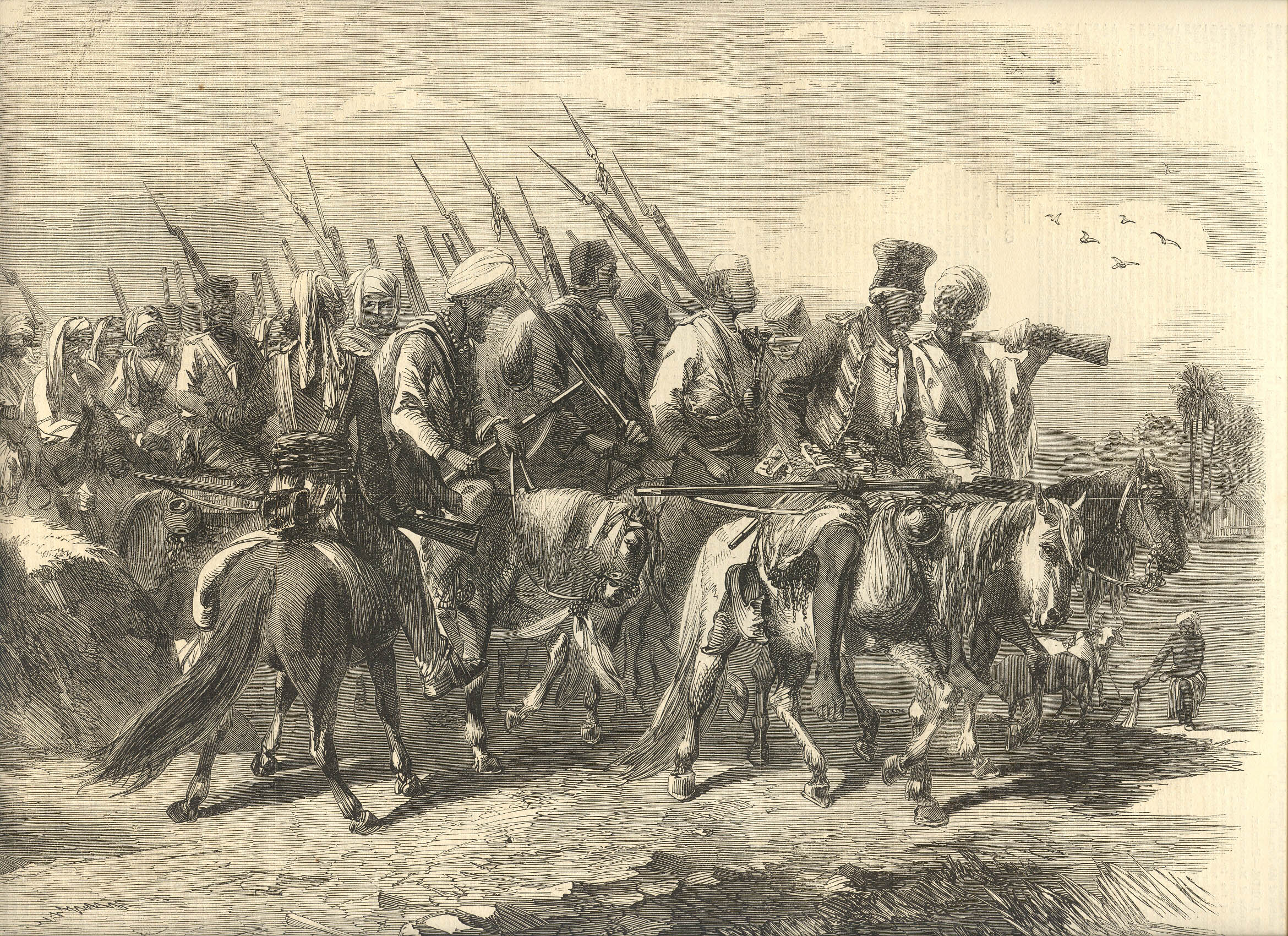
Tantia Topee's Soldiery